# Unterhaching
Unterhaching bajor város  Münchentől 8 km-re délre, és Taufkirchentől 2 km-re északra. A település az ezredfordulón vált híressé, amikor a labdarúgócsapat feljutott a Bundesligába. Lakosainak száma 26 079 fő (2023. december 31.).

## Népesség
| Lakosok száma | 462  | 9268 | 16 004 | 22 519 | 23 217 | 23 693 | 24 522 | 24 980 | 25 379 | 26 079 |
|               | 1875 | 1950 | 1975   | 2011   | 2013   | 2014   | 2016   | 2018   | 2021   | 2023   |

## Sport
- SpVgg Unterhaching

## Testvérvárosok
- Le Vésinet (Franciaország)
- Bischofshofen im Pongau (Ausztria)
- Witney (Anglia)
- Żywiec (Lengyelország)
- Adeje (Teneriffa/Spanyolország)